# Air France-KLM
Air France-KLM S.A. (Euronext: AF) è una holding franco-olandese con sede a Tremblay-en-France, nell'area dell'aeroporto Roissy-Charles de Gaulle vicino a Parigi.
Nel 2007, secondo la rivista Air Transport World, è stata la più grande compagnia aerea del mondo in termini di ricavo operativo e profitto operativo e la seconda del mondo in termini di profitto netto, passeggeri per chilometro trasportati e tonnellate per chilometro trasportate.
Air France-KLM fu creata grazie alla fusione consensuale avvenuta tra le compagnie aeree Air France (francese) e KLM (olandese) il 5 maggio 2004.

## Storia
Azionisti privati detengono l'81,4% della società (il 37% posseduto da ex-azionisti di Air France ed il 21% posseduto da ex-azionisti di KLM), mentre il governo francese detiene il restante 18,6%. Il risultato dell'accordo di fusione portò inizialmente il governo francese a ridurre la percentuale di azioni della nuova società dal 54,4% (dell'azionariato di Air France) al 44% (dell'azionariato della nuova società Air France-KLM). Questa quota fu ulteriormente ridotta al 25% e, più tardi, al 18,6% attuale. La fusione ha quindi portato alla formale privatizzazione di Air France.
Sia Air France sia KLM continuano a operare con i loro precedenti nomi, anche se come divisioni di Air France-KLM. Ciò potrebbe però essere modificato in futuro.
L'anno fiscale terminato il 31 marzo 2005 ha portato a un fatturato totale per Air France-KLM a 19,08 miliardi di euro (23,98 miliardi di dollari), con un profitto netto di 351 milioni di euro (441 milioni di dollari) e un incremento del 20,2% rispetto al precedente anno fiscale.
Air France-KLM è una delle società più redditizie d'Europa, in netto contrasto con le compagnie aeree americane, che stanno ancora incontrando notevoli difficoltà economiche sorte dopo gli attacchi terroristici dell'11 settembre 2001. Per esempio, American Airlines, la seconda più grande compagnia aerea del mondo in termini di fatturato, ha conseguito incassi per 18,64 miliardi di dollari nel 2004, con una perdita netta di 761 milioni, anche se si prevede che si riprenderà dopo la fusione con USAIRWAYS.
A marzo 2005, Air France-KLM contava su 554 aeromobili. All'epoca della fusione, nel maggio 2004, Air France e KLM insieme offrivano voli verso 225 destinazioni nel mondo. Nell'anno fiscale terminato il 21 marzo 2003, le due compagnie insieme trasportarono 66,3 milioni di passeggeri. Le divisioni di Air France-KLM sono membri dell'alleanza aerea SkyTeam. Possiedono anche un programma per frequent flyer denominato Flying Blue.
Nell'ottobre 2005, Air France Cargo e KLM Cargo, le due divisioni cargo del gruppo, annunciarono la fusione delle loro attività commerciali. Oggi il gruppo risultante organizza le operazioni cargo dai Paesi Bassi.
Le operazioni di Air France-KLM sono incentrate su due grandi hub aeroportuali: l'Aeroporto di Parigi-Roissy e l'Aeroporto di Amsterdam-Schiphol.
Air France-KLM deteneva una partecipazione del 2% nella compagnia aerea italiana Alitalia (dal novembre 2005).
Il 6 dicembre 2007 ha presentato una manifestazione di interesse ad Alitalia per rilevare la quota societaria attualmente di proprietà del Ministero del Tesoro. Dopo alcuni mesi, però, ha ritirato l'offerta.
Air France e KLM hanno trasportato nel 2006 71 762 500 di passeggeri, nel 2007 73 670 900 di passeggeri e nel 2008 73 819 200 di passeggeri.
Il 12 gennaio 2009 Air France-KLM ha acquistato il 25% del capitale della nuova Alitalia per 323 milioni di euro.
Il gruppo è tra i fondatori e gli azionisti della nuova compagnia aerea ivoriana: la Air Côte d'Ivoire, fondata nel 2012, i cui azionisti principali sono lo Stato della Costa d'Avorio (51%), il gruppo Air France-KLM (20% via Air France Finance) e l'Aga Khan Fund for Economic Development (15%).
Nel 2014 Air France detiene il 7,08% di Alitalia che in seguito viene controllata col 49% dalla compagnia aerea degli Emirati Arabi Uniti, Etihad Airways. Nel dicembre 2016 Air France-KLM annuncia la sua separazione con il gruppo Alitalia. Questa separazione è la conseguenza logica dell'acquisizione di Alitalia da parte di Etihad. In origine, il matrimonio di Alitalia con Air France-KLM aveva lo scopo di alimentare gli hub delle tre compagnie: Roissy-Charles de Gaulle, Amsterdam e Roma. Una strategia che non ha motivo di essere da quando Etihad ha preso il controllo della compagnia italiana. L'obiettivo della Gulf Company, dicono a Parigi, è ora di utilizzare la sua controllata italiana per aumentare il traffico passeggeri del suo aeroporto di punta ad Abu Dhabi.
Nel luglio 2017 Delta Air Lines e China Eastern Airlines acquistano il 20% del capitale del gruppo (10% ciascuno).
Nel maggio 2018 presidente non esecutivo diventa Anne-Marie Couderc, mentre qualche mese più tardi è nominato direttore generale il canadese Benjamin Smith.
Nel febbraio 2019 lo Stato dei Paesi Bassi ha acquisito il 14% del capitale di Air France-KLM in modo da portare la sua quota di partecipazione a livello di quella della Francia.  Il ministro delle Finanze olandese, Wopke Hoekstra, spiega che vuole "influenzare direttamente lo sviluppo futuro di Air France-KLM al fine di garantire il miglior interesse pubblico possibile nei Paesi Bassi". Questa acquisizione suscita lo stupore del governo francese, che non è stato informato della decisione. Il ministro dell'Economia e delle finanze Bruno Le Maire la definisce una "decisione incomprensibile e inaspettata".

## Il gruppo
Il gruppo Air France-KLM è così formato:

### Società consolidate
- Air France
  -  Air France Hop
  -  Transavia France (60% Air France e 40% Transavia Airlines)
- KLM
  -  KLM Cityhopper
  -  Martinair
  -  Transavia Holland (gruppo Transavia Airlines)

### Società partecipate
- Virgin Atlantic Airways 31%
- Kenya Airways 26%
  -  Precision Air 41,23% (tramite Kenya Airways)
- Air Côte d'Ivoire 20%
- Scandinavian Airlines 19,9%[15]
- Congo Airways 15,9%
- Air Corsica 11,95%
- Air Tahiti 7,48%
- Air Mauritius 4,89%
- Air Calédonie 2,09%
- Air Madagascar 1,65%
- Gol Linhas Aéreas 1,5%
- Royal Air Maroc 1,25%

### Altre attività
- Air France Consulting
- Air France Industries KLM Engineering & Maintenance
- Air France Cargo
- Barfield (manutenzione aeromobili negli Stati Uniti)
- CRMA
- AFI KLM E&M Components China
- KLM UK Engineering
- EPCOR
- Aero Maintenance Group
- KLM Cargo
- Servair

## Azionisti
Gli azionisti del gruppo Air France-KLM sono i seguenti:
- Stato Francese: 28,6%
- China Eastern Airlines: 9,6%
- Stato dei Paesi Bassi: 9.3%
- Delta Air Lines: 5,8%
- Dipendenti: 2,5%
- Air France-KLM: 0,2% (auto-controllo)
- Flottante: 44%

Dati al 31 dicembre 2021

## Flotta
A maggio 2020, la compagnia ha 516 aeromobili:
- 157 aerei a lungo raggio;
- 248 aerei di medio raggio;
- 105 aerei regional;
- 6 aerei cargo.

L'età media della flotta è di 11,2 anni. Il 45% di questi velivoli è di proprietà del gruppo, mentre il restante 55% è in leasing.

### Flotta lungo e medio raggio
| Aereo            | In flotta | Ordini | Note                                                                                   |
| ---------------- | --------- | ------ | -------------------------------------------------------------------------------------- |
| Airbus A220-300  | 4         | 56     | In dotazione solo di Air France                                                        |
| Airbus A318-100  | 15        | 0      | In dotazione solo di Air France                                                        |
| Airbus A319-100  | 30        | 0      | In dotazione solo di Air France                                                        |
| Airbus A320-200  | 43        | 0      | In dotazione solo di Air France                                                        |
| Airbus A321-200  | 19        | 0      | In dotazione solo di Air France                                                        |
| A320neo A321neo  | -         | 100    | Ordini da Air France, KLM e Transavia                                                  |
| Airbus A330-200  | 21        | 0      | 15 Air France e 6 KLM                                                                  |
| Airbus A330-300  | 5         | 0      | In dotazione solo di KLM                                                               |
| Airbus A350-900  | 11        | 27     | In dotazione solo di Air France gli ordini sono tutti per Air France eccetto 7 per KLM |
| Boeing 737-700   | 10        | 0      | In dotazione solo di KLM                                                               |
| Boeing 737-800   | 31        | 0      | In dotazione solo di KLM                                                               |
| Boeing 737-900   | 5         | 0      | In dotazione solo di KLM                                                               |
| Boeing 777-200ER | 36        | 0      | 15 KLM e 21 Air France                                                                 |
| Boeing 777-300ER | 59        | 0      | 16 KLM e 43 Air France                                                                 |
| Boeing 787-9     | 23        | 0      | 13 KLM e 10 Air France                                                                 |
| Boeing 787-10    | 5         | 10     | In dotazione solo di KLM                                                               |
| Totale           | 317       | 193    |                                                                                        |

### Flotta corto raggio
| Aereo                            | In flotta | Ordini | Note                                                                      |
| -------------------------------- | --------- | ------ | ------------------------------------------------------------------------- |
| Bombardier Canadair Regional Jet | 13        | 0      | In dotazione di Air France Hop                                            |
| Embraer 170                      | 15        | 0      | In dotazione di Air France Hop                                            |
| Embraer 175                      | 17        | 0      | In dotazione di KLM Cityhopper                                            |
| Embraer 190                      | 49        | 0      | 17 in servizio a Air France Hop e 32 a KLM Cityhopper                     |
| Embraer 195-E2                   | 7         | 14     | In dotazione di KLM Cityhopper e 14 ordini sempre per la stessa compagnia |
| Totale                           | 101       | 14     |                                                                           |

#### Flotta cargo
| Aereo             | In flotta | Ordini | Note                                                 |
| ----------------- | --------- | ------ | ---------------------------------------------------- |
| Boeing 747-400ERF | 3         | 0      | 3 aerei per KLM Cargo                                |
| Boeing 777F       | 2         | 0      | In dotazione unica di Air France Cargo               |
| Airbus A350F      | 0         | 8      | Consegne previste per Air France Cargo verso il 2025 |
| Totale            | 5         | 8      |                                                      |